# Jelena Nikolajewna Buruchina
Jelena Nikolajewna Buruchina (russisch Елена Николаевна Бурухина; * 9. März 1977 in Dolgoprudny) ist eine ehemalige russische Skilangläuferin.

## Werdegang
Buruchina trat international erstmals im Februar 1996 bei den Nordischen Junioren-Skiweltmeisterschaften in Asiago in Erscheinung. Dort verpasste sie als Vierte über 15 km Freistil nur knapp eine Medaille. Ihr erstes Weltcuprennen lief sie im Januar 1997 in Kawgolowo, welches sie auf dem 46. Platz über 15 km Freistil beendete. Bei den Juniorenweltmeisterschaften 1997 in Canmore belegte sie den 26. Platz über 5 km klassisch, den siebten Rang über 15 km Freistil und den fünften Platz mit der Staffel. Bei der Winter-Universiade 1999 in Štrbské Pleso gewann sie die Silbermedaille über 15 km Freistil. Ihre ersten Weltcuppunkte holte sie im Januar 2000 in Moskau mit dem 17. Platz über 15 km Freistil. Bei den nordischen Skiweltmeisterschaften 2001 in Lahti wurde sie Sechste im Sprint. Im März 2001 kam sie im Weltcup viermal unter die ersten Zehn. Dabei erreichte sie mit dem vierten Platz über 15 km Freistil in Kawgolowo ihre erste Top-Zehn-Platzierung und mit dem zweiten Platz über 5 km Freistil in Borlänge ihre erste Podestplatzierung im Weltcup. Die Saison 2000/01 beendete sie auf dem 21. Platz im Gesamtweltcup. Nach Platz zwei mit der Staffel in Kuopio zu Beginn der Saison 2001/02, errang sie in Davos mit der Staffel den zweiten Platz und in Ramsau am Dachstein den dritten Platz im 15-km-Massenstartrennen. Es folgten im Weltcup sechs Resultate in den Punkterängen und zum Saisonende den 28. Platz im Gesamtweltcup. Bei den Olympischen Winterspielen 2002 in Salt Lake City errang sie den 16. Platz im Sprint und den 13. Platz im 15-km-Massenstartrennen. In der Saison 2002/03 kam sie im Weltcup achtmal in die Punkteränge, darunter dreimal unter die ersten Zehn und belegte damit den 30. Platz im Gesamtweltcup. Beim Saisonhöhepunkt den nordischen Skiweltmeisterschaften 2003 im Fleimstal gewann sie die Bronzemedaille mit der Staffel und die Silbermedaille über 30 km Freistil. Zudem wurde sie Siebte im Skiathlon. Nachdem sie in der Saison 2003/04 pausierte, trat sie in der Saison 2004/05 sechsmal im Weltcupeinzel an. Ihre beste Platzierung dabei war der zehnte Platz über 10 km Freistil in Reit im Winkl. In der folgenden Saison belegte sie bei Distanzrennen im Weltcup zweimal den siebten Rang und erreichte damit den 32. Platz im Distanzweltcup. Bei den Olympischen Winterspielen 2006 in Pragelato errang sie den 37. Platz im Skiathlon. Zu Beginn der Saison 2007/08 startete sie in Krasnogorsk erstmals im Eastern Europe Cup und holte dabei über 10 km Freistil ihren einzigen Sieg im Cup. Im weiteren Saisonverlauf erreichte sie im Weltcup drei Ergebnisse in den Punkterängen und zum Saisonende den 33. Rang im Distanzweltcup. In ihren letzten aktiven Saisons 2008/09 und 2009/10 nahm sie am Eastern Europe Cup teil. Ihre beste Platzierung dabei war im Februar 2010 der 30. Platz im Skiathlon in Rybinsk.

## Siege bei Continental-Cup-Rennen
| Nr. | Datum             | Ort         | Disziplin      | Serie              |
| --- | ----------------- | ----------- | -------------- | ------------------ |
| 1.  | 22. Dezember 2007 | Krasnogorsk | 10 km Freistil | Eastern Europe Cup |

## Weltcup-Gesamtplatzierungen
| Saison    | Gesamt | Gesamt | Distanz | Distanz | Sprint | Sprint |
| Saison    | Punkte | Platz  | Punkte  | Platz   | Punkte | Platz  |
| --------- | ------ | ------ | ------- | ------- | ------ | ------ |
| 1999/2000 | 14     | 65.    | -       | -       | -      | -      |
| 2000/01   | 195    | 21.    | -       | -       | -      | -      |
| 2001/02   | 178    | 28.    | -       | -       | 20     | 46.    |
| 2002/03   | 151    | 30.    | -       | -       | 6      | 64.    |
| 2003/04   | -      | -      | -       | -       | -      | -      |
| 2004/05   | 48     | 55.    | 48      | 38.     | -      | -      |
| 2005/06   | 88     | 49.    | 88      | 32.     | -      | -      |
| 2006/07   | 15     | 82.    | 15      | 58.     | -      | -      |
| 2007/08   | 44     | 57.    | 44      | 33.     | -      | -      |